# Solemia chiriquia
Solemia chiriquia är en mångfotingart som beskrevs av Loomis 1964. Solemia chiriquia ingår i släktet Solemia och familjen Cleidogonidae. Inga underarter finns listade i Catalogue of Life.